# ATP Challenger Chennai
Das ATP Challenger Chennai (offizieller Name: Chennai Open) ist ein Tennisturnier in Chennai, Indien, das 2014 zum ersten Mal ausgetragen wurde. Nachdem es von 2015 bis 2017 pausiert hatte, wurde es 2018 wieder in den Kalender aufgenommen. Schon 1996 fand an selber Stelle ein Turnier statt. Es ist Teil der ATP Challenger Tour und wird im Freien auf Hartplatz ausgetragen. Yuki Bhambri gelang bei der ersten Ausgabe der Sieg in Einzel und Doppel und ist damit einziger mehrfacher Gewinner.

## Liste der Sieger

### Einzel
| Jahr                         | Sieger          | Finalgegner               | Ergebnis       |
| ---------------------------- | --------------- | ------------------------- | -------------- |
| 2025                         | Kyrian Jacquet  | Elias Ymer                | 7:61, 6:4      |
| 2024                         | Sumit Nagal     | Luca Nardi                | 6:1, 6:4       |
| 2023                         | Max Purcell     | Nicolas Moreno de Alboran | 5:7, 7:62, 6:4 |
| 2020–2022: keine Austragung  |                 |                           |                |
| 2019                         | Corentin Moutet | Andrew Harris             | 6:3, 6:3       |
| 2018                         | Jordan Thompson | Yuki Bhambri              | 7:5, 3:6, 7:5  |
| 2015–2017: keine Austragung  |                 |                           |                |
| 2014                         | Yuki Bhambri    | Alexander Kudrjawzew      | 4:6, 6:3, 7:5  |
| 1997–2013: nicht ausgetragen |                 |                           |                |
| 1996                         | Oleg Ogorodov   | Leander Paes              | 7:6, 6:3       |

### Doppel
| Jahr                         | Sieger                            | Finalgegner                                         | Ergebnis          |
| ---------------------------- | --------------------------------- | --------------------------------------------------- | ----------------- |
| 2025                         | Shintarō Mochizuki Kaito Uesugi   | Saketh Myneni Ramkumar Ramanathan                   | 6:4, 6:4          |
| 2024                         | Saketh Myneni Ramkumar Ramanathan | Rithvik Choudary Bollipalli Niki Kaliyanda Poonacha | 3:6, 6:3, [10:5]  |
| 2023                         | Jay Clarke Arjun Kadhe            | Sebastian Ofner Nino Serdarušić                     | 6:0, 6:4          |
| 2020–2022: keine Austragung  |                                   |                                                     |                   |
| 2019                         | Gianluca Mager Andrea Pellegrino  | Matt Reid Luke Saville                              | 6:4, 7:67         |
| 2018                         | N. Sriram Balaji Vishnu Vardhan   | Cem İlkel Danilo Petrović                           | 7:65, 5:7, [10:5] |
| 2015–2017: keine Austragung  |                                   |                                                     |                   |
| 2014                         | Yuki Bhambri Michael Venus        | N. Sriram Balaji Blaž Rola                          | 6:4, 7:63         |
| 1997–2013: nicht ausgetragen |                                   |                                                     |                   |
| 1996                         | Mahesh Bhupathi Leander Paes      | Sander Groen Oleg Ogorodov                          | 7:5, 6:1          |